# Love Me Like You
"Love Me Like You" é uma canção da girlgroup britânica Little Mix, contida em seu terceiro álbum de estúdio, servindo como segundo single do mesmo, com seu lançamento ocorrendo em 25 de setembro de 2015. Foi composta por Camille Purceli, Ed Drewett, John Newman e Iain James. O tema foi bem recebido pela crítica.
Sua composição foi comparada por vários críticos aos artistas de Motown dos 1950s e dos anos 60, The Ronettes, The Supremes e Shadow Morto.
A resposta crítica a canção foi positiva: os críticos elogiaram seu estilo vintage e destacaram-no como um destaque do álbum. Ele alcançou o número 11 na UK Singles Chart e foi certificado ouro pelo BPI. O vídeo musical que acompanha as garotas com decepções amorosas. Little Mix realizou a faixa em ambas as versões australiana e britânica de The X Factor e em Good Morning America nos Estados Unidos.

## Antecedentes
Em 9 de setembro de 2015, o grupo anunciou oficialmente que "Love Me Like You" seria o segundo single de Get Weird. A canção esteve disponível para pré-venda em formato de single no iTunes a partir de 11 de setembro de 2015, e foi lançada oficialmente no dia 25 de setembro.

## Lançamento
"Love Me Like You" foi escrito por Steve Mac, Camille Purcell, Iain James e James Newman para o terceiro álbum de estúdio da Little Mix, Get Weird (2015). Foi publicado pela Rokstone Music Ltd. sob licença exclusiva para a BMG Rights Management (UK) Ltd; Kobalt Music Group; Sony / ATV Music Publishing; Black Butter Music Publishing e BMG Rights Management. A canção foi produzida por Mac e misturada por Serban Ghenea em Mixstar Studios em Virginia Beach, Virginia. Ele foi projetado para misturar por John Hanes e projetado por Chris Laws e Dann Pursey, e dominado por Tom Coyne e Randy Merrill no Sterling Sound Studios em Nova York. A faixa foi gravada em Rokstone Studios em Londres. Purcell também forneceu vocais de fundo. Os teclados foram realizados por Mac, e as guitarras foram interpretadas por Paul Gendler. Laws e Pursey tocaram a bateria ea percussão, respectivamente.
O grupo anunciou em 9 de setembro de 2015 que "Love Me Like You" seria o segundo single a ser lançado do álbum, e que seria disponibilizado para pré-encomenda em 11 de setembro e será lançado em 25 de setembro. Foi lançado pela Syco e Columbia na Irlanda e no Reino Unido em 25 de setembro de 2015. O trabalho artístico do single foi lançado no mesmo dia. Em sua resenha a escritora da revista M Heather Thompson descreveu a obra como "vibrante". Uma coleção de versões alternativas chamada "Love Me Like You" também foi lançada na Austrália e Nova Zelândia, além da Irlanda e do Reino Unido em 16 de outubro de 2015. É composta por um mix de Natal, vários remixes e uma versão instrumental De "Love Me Like You" e outro álbum chamado "Lightning".

## Composição
"Love Me Like You" foi descrita como uma "ode to '60s doo-wop" estilo retro pop canção, que dura uma duração de três minutos, dezessete segundos. A canção é composta na chave de G Major usando tempo comum e um tempo de 106 batimentos por minuto. A instrumentação é fornecida por "vintage" pianos, sinos e um "bombeamento" saxofones tenor. O uso de percussão dá a uma faixa um estilo mais moderno. Durante a faixa, a faixa vocal dos membros da banda abrange uma oitava, desde a nota baixa de D4 até a nota alta de E5.
A canção abre com o grupo que harmoniza "Sha la la la" sobre pianos. As letras são sobre o amor cego, cantam "Ontem à noite eu deito na cama tão triste / Porque 'eu percebi a verdade / Eles não podem me amar como você / Eu tentei encontrar alguém novo / Querido, eles não tem a mínima ideia / Não podem me amar como você". O escritor de Fuse, Jeff Benjamin, descreveu a canção como sendo uma reminiscência do grupo de garotas dos anos 60, The Ronettes, mas com uma sensação mais moderna para o rádio de 2015, destacando a linha "Eles tentam me romancear, mas você ficou tão desagradável e é isso que eu quero". O escritor do Digital Spy, Lewis Corner, achou que a frase "Ele pode ter o maior ca-aa-arro" não engana os ouvintes ao pensar que "eles não estão falando sobre seu Fiat". Vários críticos de música compararam a música com gravações da era Motown nos anos 50 e 60, com Andy Gill de The Independent comparando-o ao material composto por Shadow Morton. Emilee Lindner da MTV News comparou a produção ao material composto por Phil Spector. A versão de mistura de Natal adicionou sinos de igreja e jingles.

## Recepção da crítica
Andy Gill, de The Independent, descreveu a trilha como tendo um som retro "bom", e o destacou como sendo uma de suas três principais músicas do álbum para download, além de "Black Magic" e "Grown". Escrevendo para NME, Nick Levine pensou que "Love Me Like You" era uma reminiscência de canções gravadas por Stooshe, mas acrescentou que Little Mix executou o estilo Motown "sem o sentido forçado de diversão". Da mesma forma, Billboard escritor Malorie MaCall e Digital Spy crítico Jack Klompus comparou o estilo retro com músicas realizadas por Meghan Trainor e The Supremes, respectivamente. A escritora da Music Times, Carolyn Menyes, elogiou sua composição por ser "encantadora" e descreveu a trilha como "totalmente encantadora". Um revisor do Press Play OK comentou que a música era "menos noite de clube e mais noite de baile".

## Charts
No Reino Unido, "Love Me Like You" estreou no número 21 no UK Singles Chart em 8 de outubro de 2015. Posteriormente alcançou o 11º lugar em 7 de janeiro de 2016. Também alcançou o número 9 no UK Singles Downloads Chart. A trilha foi certificada como ouro pela British Phonographic Industry (BPI), denotando remessas de 400.000 cópias. Na Escócia, a música alcançou o número cinco. Alcançou o sucesso em Irlanda, alcançando o número 8 em 31 dezembro 2015. Alcançou o número 66 no mapa de Belgium Ultratip Flanders em 31 outubro 2015. Também alcançou o número 64 em Eslováquia, número 81 em República Checa, e número 140 em France. Fora da Europa, "Love Me Like You" alcançou posições notáveis, número 80 no Japão Hot 100, número 27 na Austrália, e número um na Nova Zelândia.

## Vídeo musical
O vídeo foi lançado em 10 de outubro de 2015. O vídeo ocorre em uma escola de dança, onde um professor no salão (o mesmo homem que apareceu em seu single anterior "Black Magic") diz a todos que é a última dança. Jade, Leigh-Anne, Perrie estão esperando seus acompanhantes chegarem. As cenas das meninas que esperam seu par são durante todo o vídeo. Elas sentam-se em uma tabela quando todos os outros pares estão dançando. Sem o conhecimento deles, o homem, interpretado por Hector David Junior, convidou cada uma delas para ir ao baile depois de encontrá-las em situações diferentes. Ele perguntou a Jade pegando-a em seu carro para ir a um encontro. Quando ela chega, ele convida-a para ser sua acompanhante na dança e da-lhe um corsage para usar em seu pulso na noite. Ele encontra Leigh-Anne em um jogo de basquete da escola, onde ela e suas amigas estavam assistindo ele e alguns outros meninos jogarem na quadra. Ele vê que ela está apaixonada por quão bom ele é no esporte, caminha até ela, dando-lhe um corsage. Quando ele lhe dá o corsage, ela joga o balde sobre seu ombro e salta ansiosamente em seu colo, fazendo com que eles caem da cadeira.
Finalmente, ele convidou Perrie para ser sua acompanhante depois que ela caiu de sua bicicleta enquanto olhava para ele trabalhar em um campo e derramar água sobre seu corpo. Ele a ajuda a levantar e lhe dá um corsage. No final do vídeo, elas sentam-se em um banco ao lado da entrada, e veem sua mesmo entrar com outra garota usando o mesmo corsage aos quais os que ele tinha dado a cada uma delas. Termina com as meninas sendo cada outra data e solene dançando enquanto todo mundo tem um bom tempo.

## Performances ao vivo
O grupo cantou a música ao vivo pela primeira vez na versão australiana do The X Factor em 13 de outubro de 2015. Elas também cantaram a música durante o Nova's Red Room em 14 de outubro de 2015 e no  programa Sunrise em 15 de outubro de 2015.

## Faixas e formatos
| Download digital |                    |         |  |
| N.º              | Título             | Duração |  |
| 1.               | "Love Me Like You" | 3:17    |  |

| Download digital – The Collection EP |                                          |         |  |
| N.º                                  | Título                                   | Duração |  |
| 1.                                   | "Love Me Like You" (Christmas Mix)       | 3:29    |  |
| 2.                                   | "Lightning"                              | 5:09    |  |
| 3.                                   | "Love Me Like You" (J-Vibe Reggae Remix) | 3:04    |  |
| 4.                                   | "Love Me Like You" (Bimbo Jones Remix)   | 3:07    |  |
| 5.                                   | "Love Me Like You" (7th Heaven Remix)    | 3:10    |  |
| 6.                                   | "Love Me Like You" (Exclusive Interview) | 3:16    |  |
| 7.                                   | "Love Me Like You" (Instrumental)        | 3:15    |  |

## Desempenho nas tabelas musicas

### Posições
| Tabela musical (2015)                          | Melhor posição |
| ---------------------------------------------- | -------------- |
| Austrália (ARIA)                               | 27             |
| Bélgica (Ultratop Flanders)                    | 66             |
| Croácia (Croatian Airplay Radio Chart)         | 100            |
| Escócia (Scottish Singles Chart)               | 5              |
| Estados Unidos ( Billboard Twitter Top Tracks) | 4              |
| Eslováquia (Singles Digital Top 100)           | 64             |
| França (SNEP)                                  | 140            |
| Irlanda (IRMA)                                 | 8              |
| Japão (Japan Hot 100)                          | 80             |
| Reino Unido (UK Singles Chart)                 | 11             |
| Chéquia (Singles Digital Top 100)              | 81             |

## Certificações
| País (Empresa)    | Certificação | Vendas  |
| ----------------- | ------------ | ------- |
| Brasil (PMB)      | Platina      | 40,000  |
| Reino Unido (BPI) | Platina      | 600,000 |

## Histórico de lançamento
| País          | Data                                      | Formato          | Gravadora |
| ------------- | ----------------------------------------- | ---------------- | --------- |
| Austrália     | 25 de setembro de 2015[carece de fontes?] | Download digital | Sony      |
| Reino Unido   | 25 de setembro de 2015[carece de fontes?] | Download digital | Syco      |
| Irlanda       | 25 de setembro de 2015[carece de fontes?] | Download digital | Syco      |
| Nova Zelândia | 25 de setembro de 2015[carece de fontes?] | Download digital | Sony      |